# وارن بافت
وارن ادوارد بافت (به انگلیسی: Warren Edward Buffett) (زادهٔ ۳۰ اوت ۱۹۳۰) سرمایه‌گذار، اقتصاددان، مدیر اجرایی و نیکوکار آمریکایی است، او مدیرعامل و رئیس هیئت مدیره شرکت برکشر هاتاوی است. و مالکیت شرکت‌های گایکو، دیری کوئین و مارس اینکورپوریتد را در اختیار دارد، همچنین دارای سهام در شرکت‌های اپل، جنرال الکتریک، کرفت هاینز، گلدمن ساکس، ولز فارگو، شرکت کوکاکولا، پپسی، آمریکن اکسپرس، بنک آو آمریکا و آی‌بی‌ام می‌باشد.

## زندگی

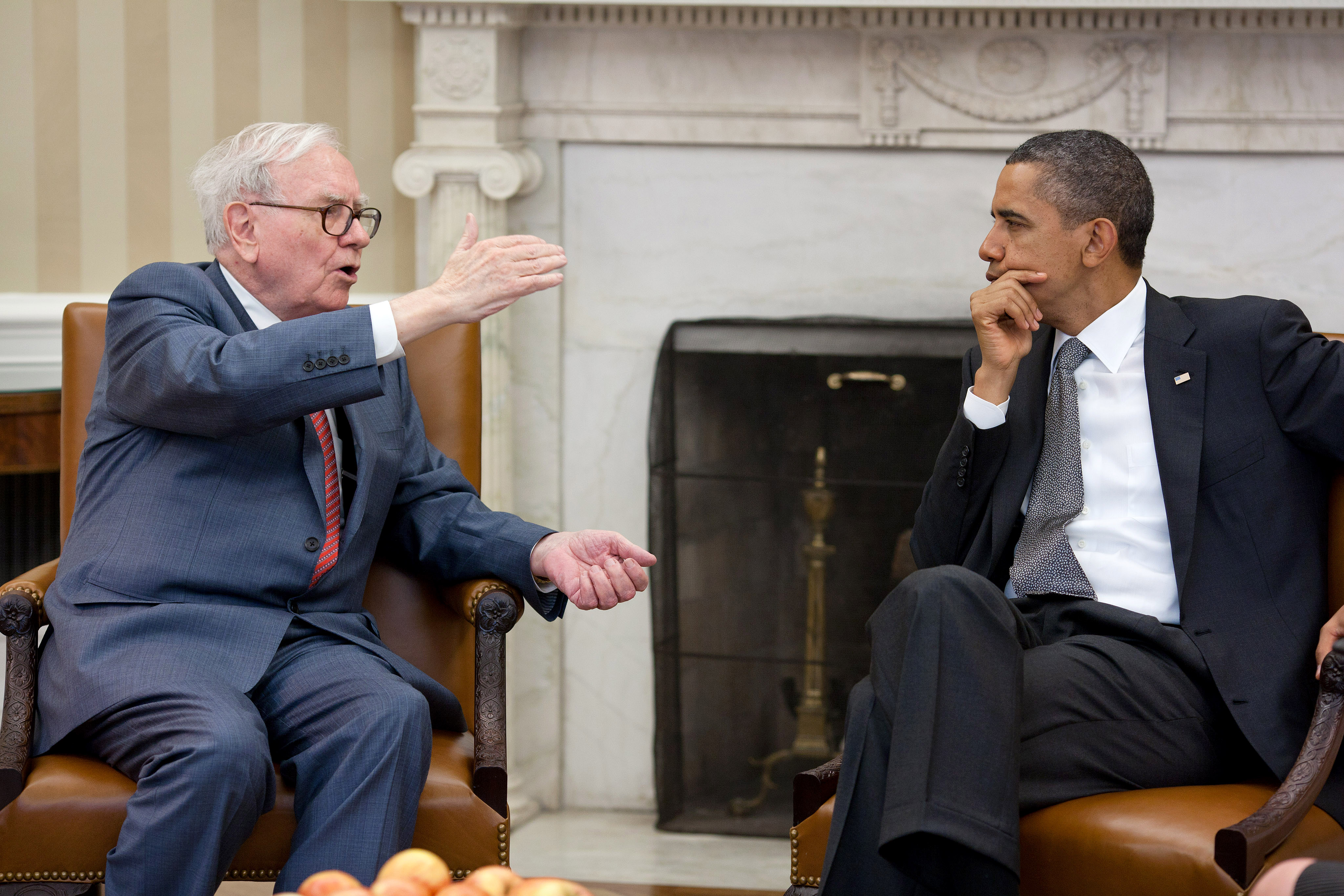
بافت همراه با باراک اوباما، در سال ۲۰۱۱

در زندگی‌نامه وارن بافت آمده‌است که پدرش هوارد بافت، تاجر و سیاستمدار بود. وارن بافت دومین فرزند از ۳ فرزند و تنها پسر خانواده بافت بود. او در دوران کودکی نیز استعداد بسیاری در تجارت داشت. وارن تحصیلات خود را در دبستان رز هیل در شهر اوماها آغاز کرد. در سال ۱۹۴۲ پدرش در انتخابات کنگره آمریکا پیروز شد و درپی آن وارن بافت به همراه خانواده به واشینگتن دی‌سی نقل مکان کرد. وی در آن‌جا در مدرسه راهنمایی آلیس دیل تحصیلات‌اش را ادامه داد و در سال ۱۹۴۷ در ۱۶ سالگی از دبیرستان وودرو ویلسون فارغ‌التحصیل شد.
وارن بافت در آن دوران کارش را با فروش خانه به خانه آدامس، نوشابه کوکاکولا و مجلات هفتگی شروع کرد و مدتی نیز در مغازه پدربزرگش مشغول به کار شد. در ۱۱ سالگی سه سهم شرکت سایتزسرویس را به قیمت هر سهم ۳۷ دلار خرید. پس از مدتی، قیمت هر سهم به ۲۷ دلار کاهش یافت. وی دست نگه داشت و پس از مدتی هر سهم را ۴۰ دلار فروخت؛ ولی سیر صعودی قیمت سهام مذکور ادامه یافت و به ۵۰۰ دلار رسید. این تجربه سپس به یکی از بزرگ‌ترین درس‌های سرمایه‌گذاری وارن بافت تبدیل شد.

## تحصیلات
بافت در سن ۱۶ سالگی تحصیلاتش را در رشته مدیریت در دانشگاه پنسیلوانیا آغاز کرد. پس از سپری کردن ۲ سال در پنسیلوانیا، به دانشگاه نبراسکا رفت، تا تحصیلاتش را در آن‌جا به پایان برساند و در سن ۲۰ سالگی با درآمد ده هزار دلاری دوران کودکی‌اش از دانشگاه فارغ‌التحصیل شد.
او در سال ۱۹۵۱ مدرک کارشناسی ارشد اقتصاد را از دانشگاه کلمبیا، جایی که در کلاس‌های اقتصاددان بزرگ، بنجامین گراهام حضور یافته بود، دریافت کرد. بافت پس از آن، تحصیلاتش را در مؤسسه مالی نیویورک ادامه داد. وی با الهام از کتاب «سرمایه‌گذار هوشمند» گراهام، به مدت ۳ سال به فروش اوراق بهادار بافت-فالک پرداخت، همچنین به مدت ۲ سال به عنوان تحلیل‌گر در شرکت گراهام-نیومن فعالیت نمود.